# Географія Ботсвани
Ботсвана — південноафриканська країна, що знаходиться в оточенні інших південноафриканських держав і не має виходу до моря . Загальна площа країни 581 730 км² (48-ме місце у світі), з яких на суходіл припадає 566 730 км², а на поверхню внутрішніх вод — 15 тис. км². Площа країни трохи менша за площу території України. 

## Назва
Офіційна назва — Республіка Ботсвана, Ботсвана (англ. Republic Botswana, Botswana). Назва країни походить від назви найбільшої етнічної групи, що населяє країну — тсвана і префікса бо, що означає приналежність, тобто — Земля народу тсвана. Колишня колоніальна назва країни, до отримання незалежності в 1966 році — Бечуаналенд (англ. Bechuanaland), що в перекладі з англійської означає те саме, «бечуана» — назва народу тсвана, «ленд» — країна.

## Географічне положення
Ботсвана — південноафриканська країна, що межує з чотирма іншими країнами: на півночі і заході — з Намібією (спільний кордон — 1544 км) і Замбією (0,15 км), на півдні — з ПАР (1969 км), на сході — із Зімбабве (834 км). Загальна довжина державного кордону — 4347 км. Країна не має виходу до вод Світового океану.

Карта Ботсвани від ООН (англ.)Карта Ботсвани від ООН (англ.)
Порівняння розмірів території Ботсвани та СШАПорівняння розмірів території Ботсвани та США
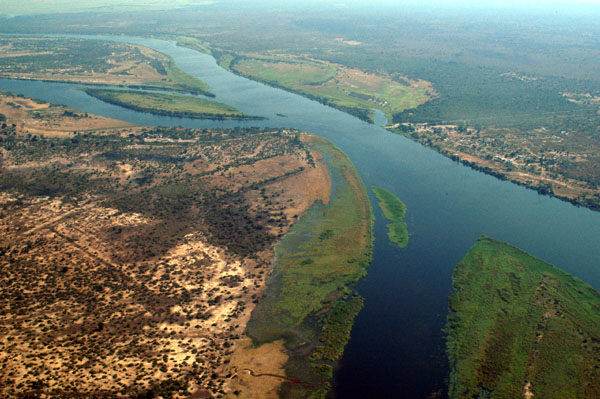
Кордони чотирьох держав на Замбезі

### Час
Час у Ботсвані: UTC+2 (той самий час, що й у Києві).

## Рельєф
Середні висоти — 1013 м; найнижча точка — уріз води в місці впадіння Шаше до Лімпопо (513 м); найвища точка — гора Цоділо-Гіллс (1489 м). На півночі Ботсвани виділяються дві великі западини Окаванго і Макгадікгаді, в яких розташовані солоні озера і болота. У східних і південно-східних районах країни розвинений горбистий рельєф, на поверхню нерідко виходять кристалічні граніти і ґнейси та вулканічні породи. На північному заході тягнеться гряда Ганзі, тут знаходиться одна з найвищих точок країни — 1370 м над рівнем моря.

Рельєф БотсваниРельєф Ботсвани
Гіпсометрична карта  БотсваниГіпсометрична карта  Ботсвани
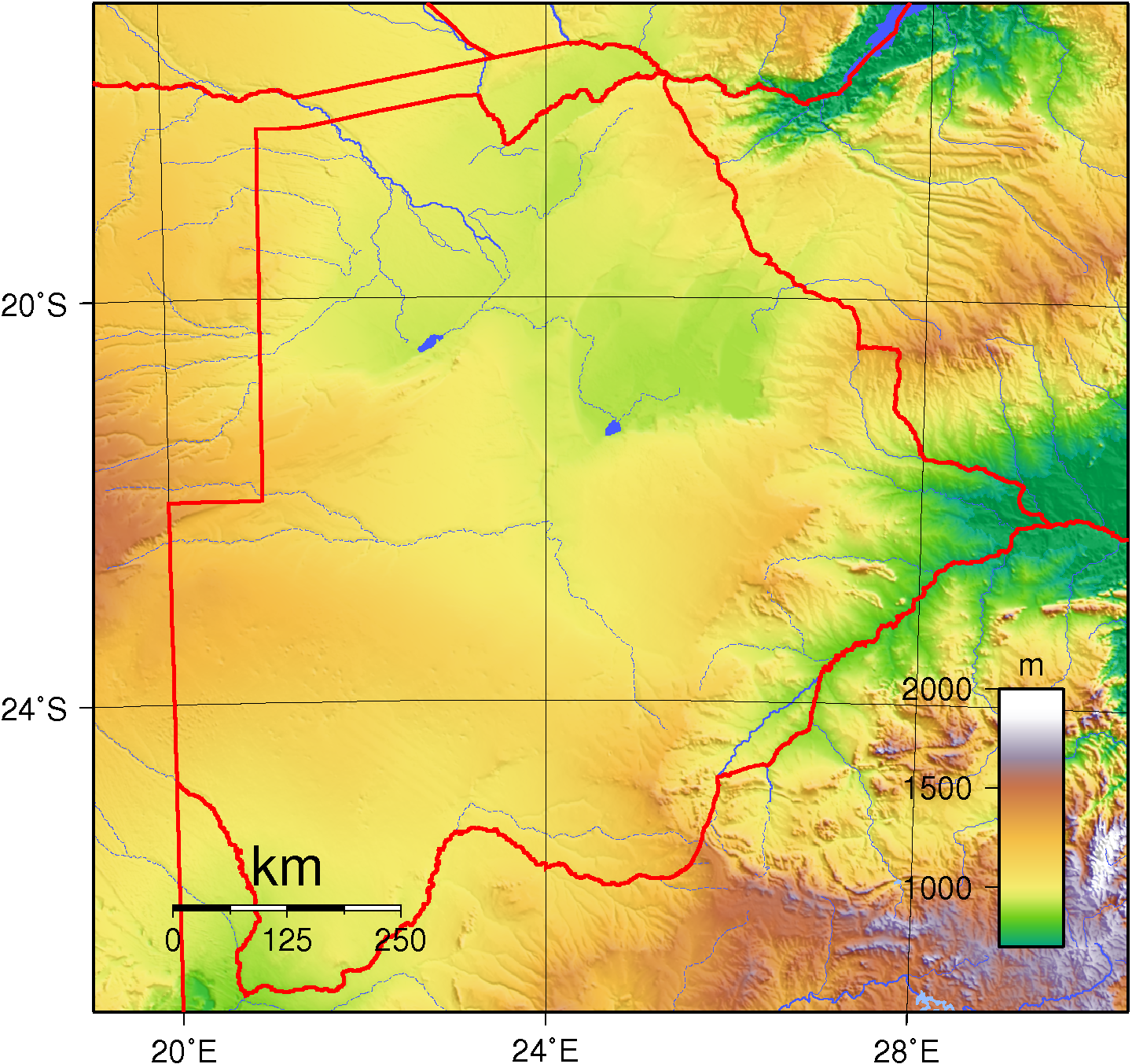
Рельєф Ботсвани
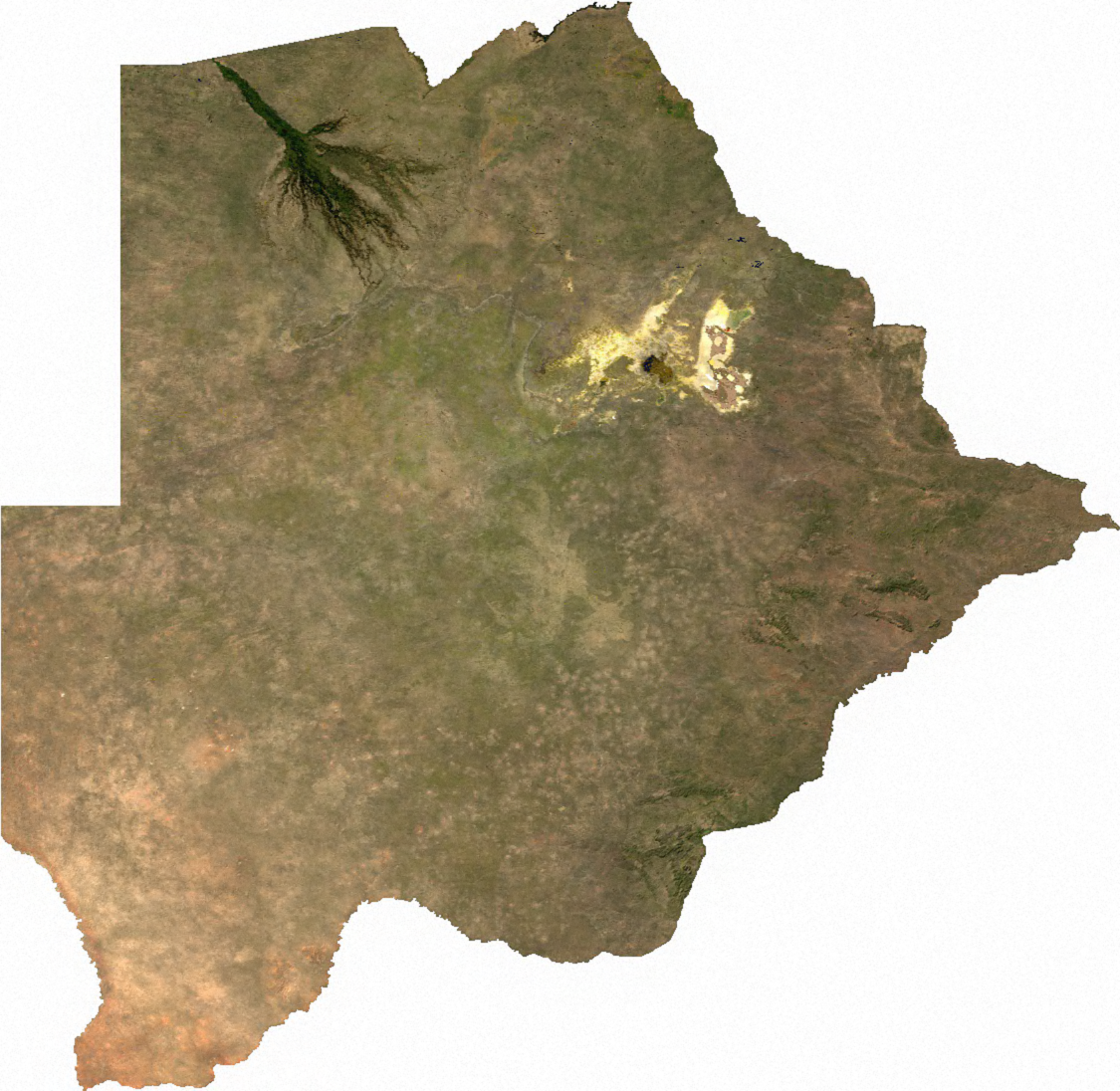
Супутниковий знімок поверхні країни
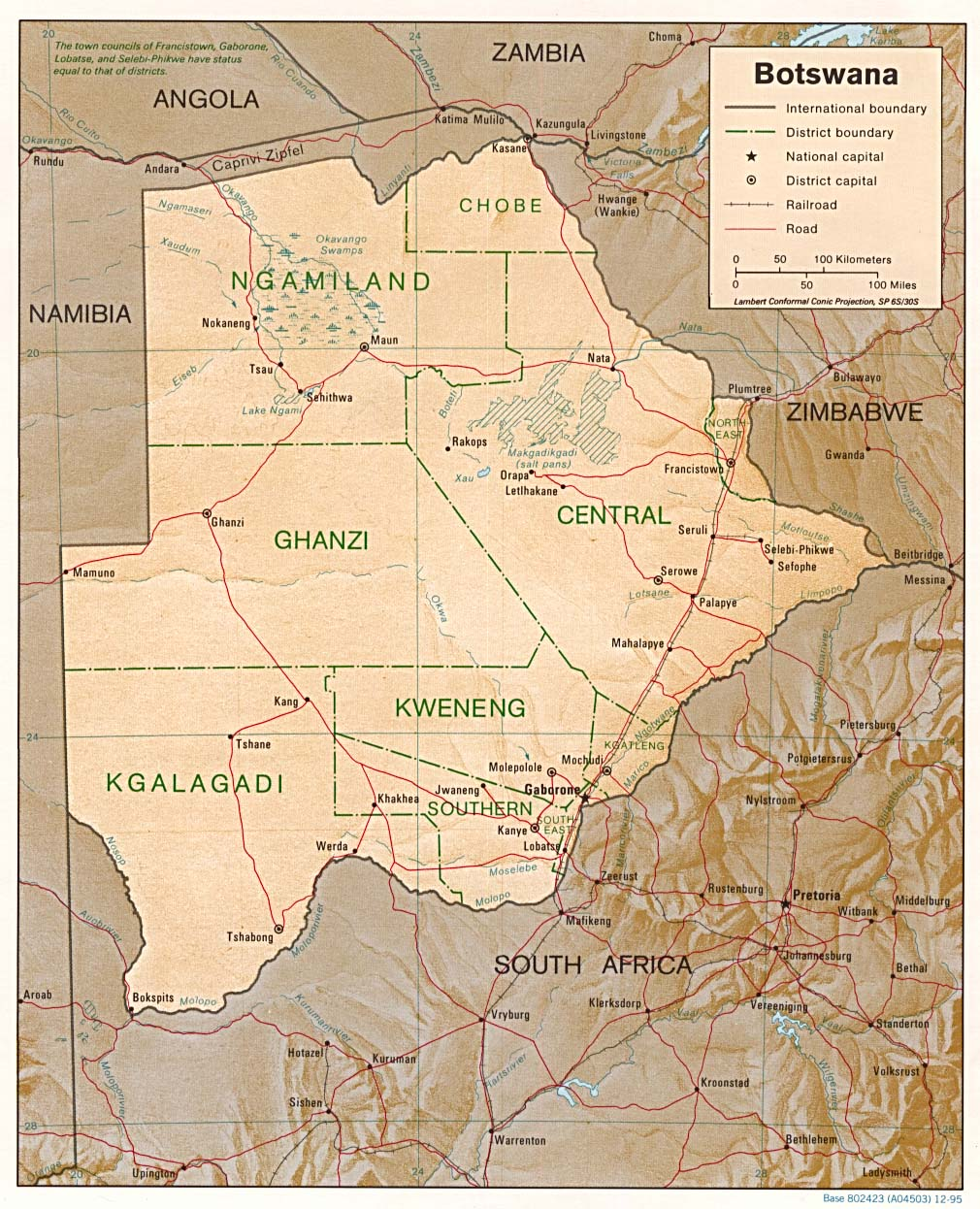
Карта країни (англ.)

## Клімат
Територія Ботсвани лежить у тропічному кліматичному поясі. Увесь рік панують тропічні повітряні маси. Спекотна посушлива погода з великими добовими амплітудами температури. Переважають східні пасатні вітри. У теплий сезон випадають дощі.

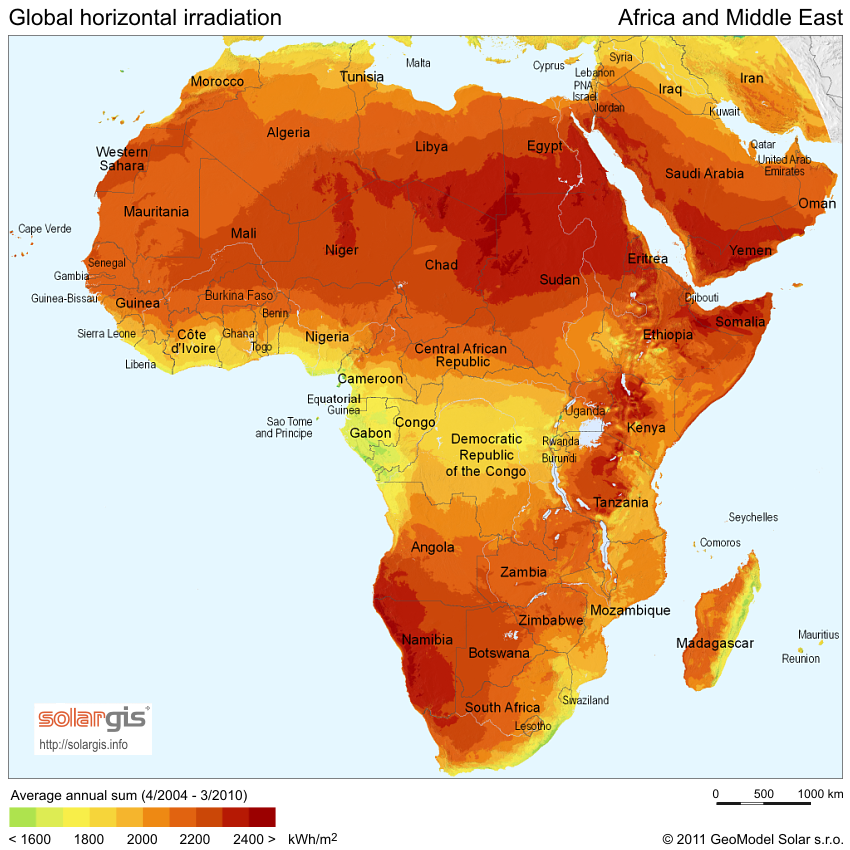
Сонячна радіація (англ.)
Кліматична карта Ботсвани (за Кеппеном)

Ботсвана є членом Всесвітньої метеорологічної організації (WMO), в країні ведуться систематичні спостереження за погодою.

## Внутрішні води
Ботсвана займає безстічну западину Калахарі. 

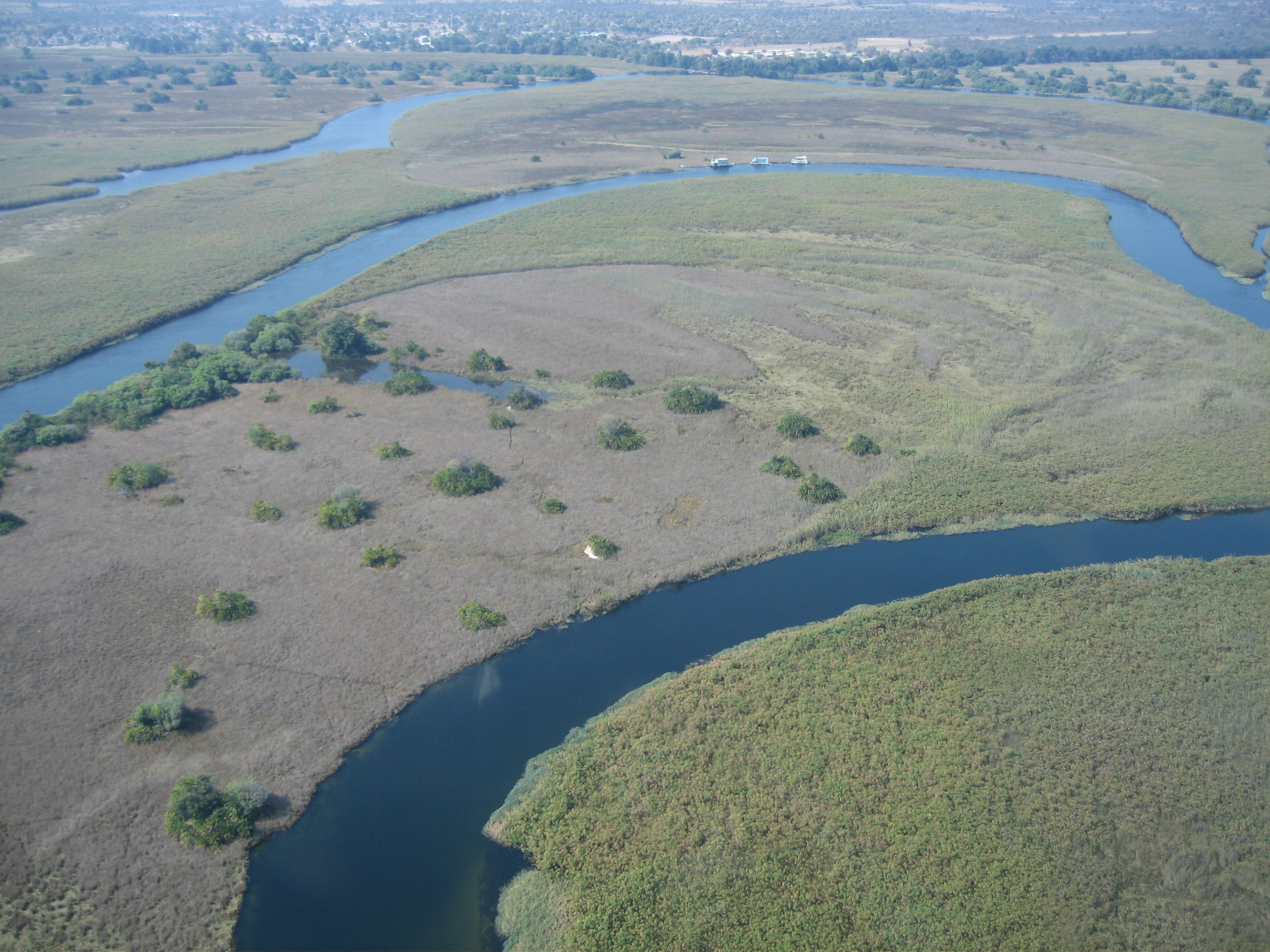
Річка Окаванґо
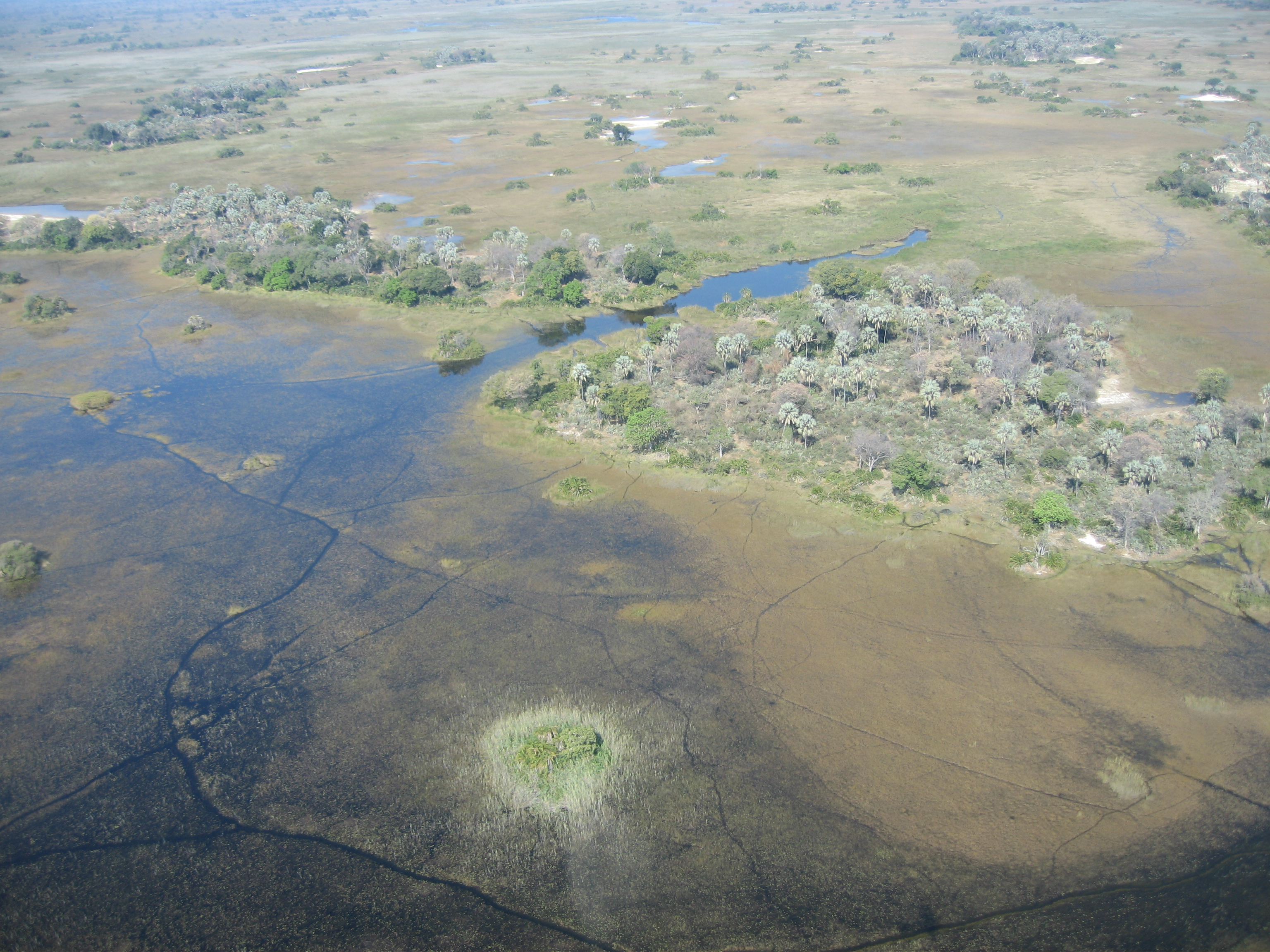
Дельта Окаванґо

### Річки
Річки країни належать басейнам Індійського океану, на півдні безстічні області басейнів Окаванго і Мокарікарі. Південно-східні райони країни дренують притоки Лімпопо, але і вони сильно міліють протягом значної частини року. Набагато багатше водні ресурси півночі країни. Особливо виділяються Окаванго, найповноводніша річка Ботсвани, і прикордонна річка Чобе, притока Замбезі. Повноводна річка Окаванго, яка тече з височин Анголи, утворює на борту однойменної западини внутрішню дельту і губиться в численних протоках і болотах. Річки Калахарі в сухий сезон повністю пересихають.

## Рослинність
Савани і пустелі. Значну частину території Ботсвани займає пустеля Калахарі з численними барханами і дюнами, що мають червонуватий колір через наявність заліза в ґрунті.

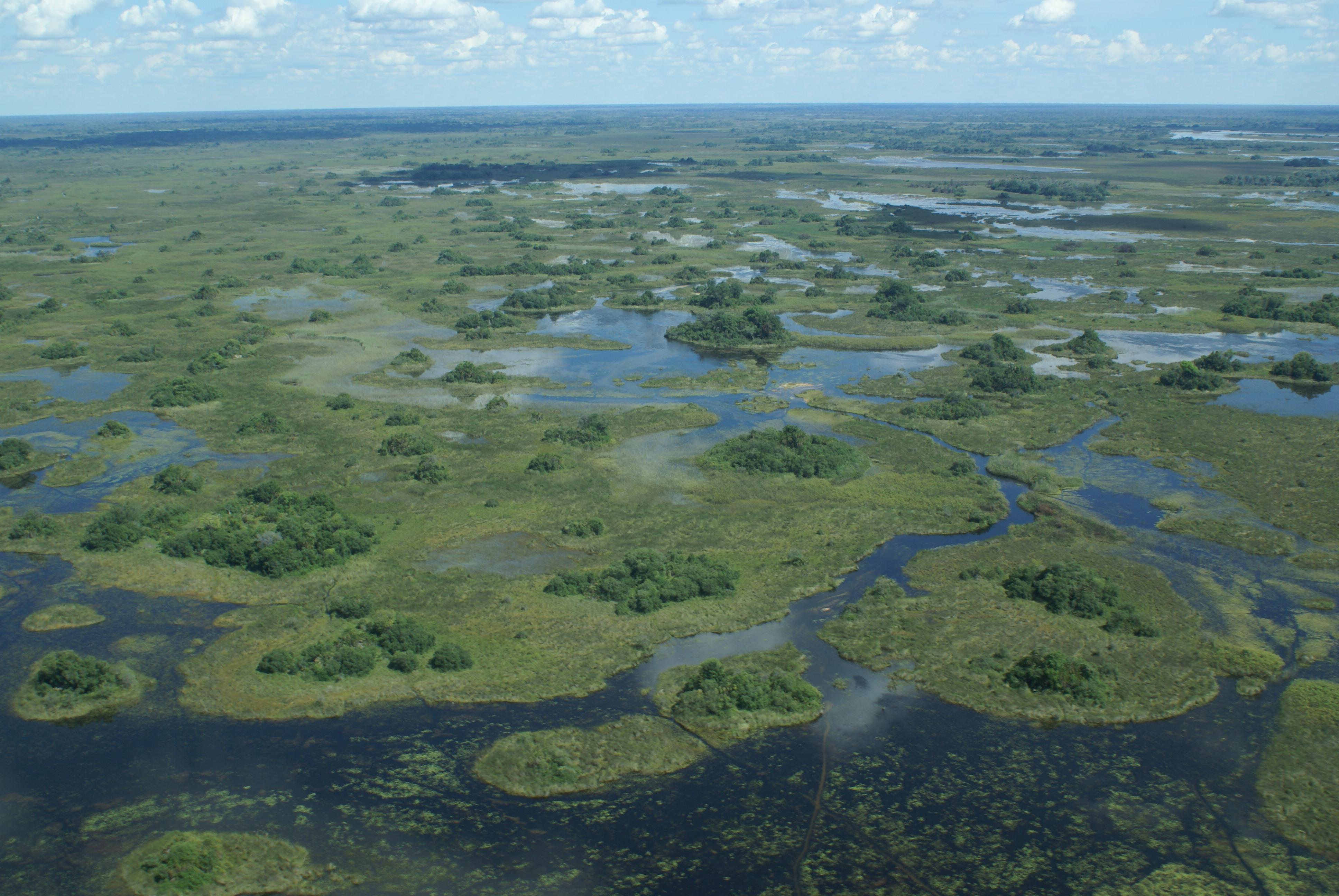
Пишна рослинність дельти Окаванґо
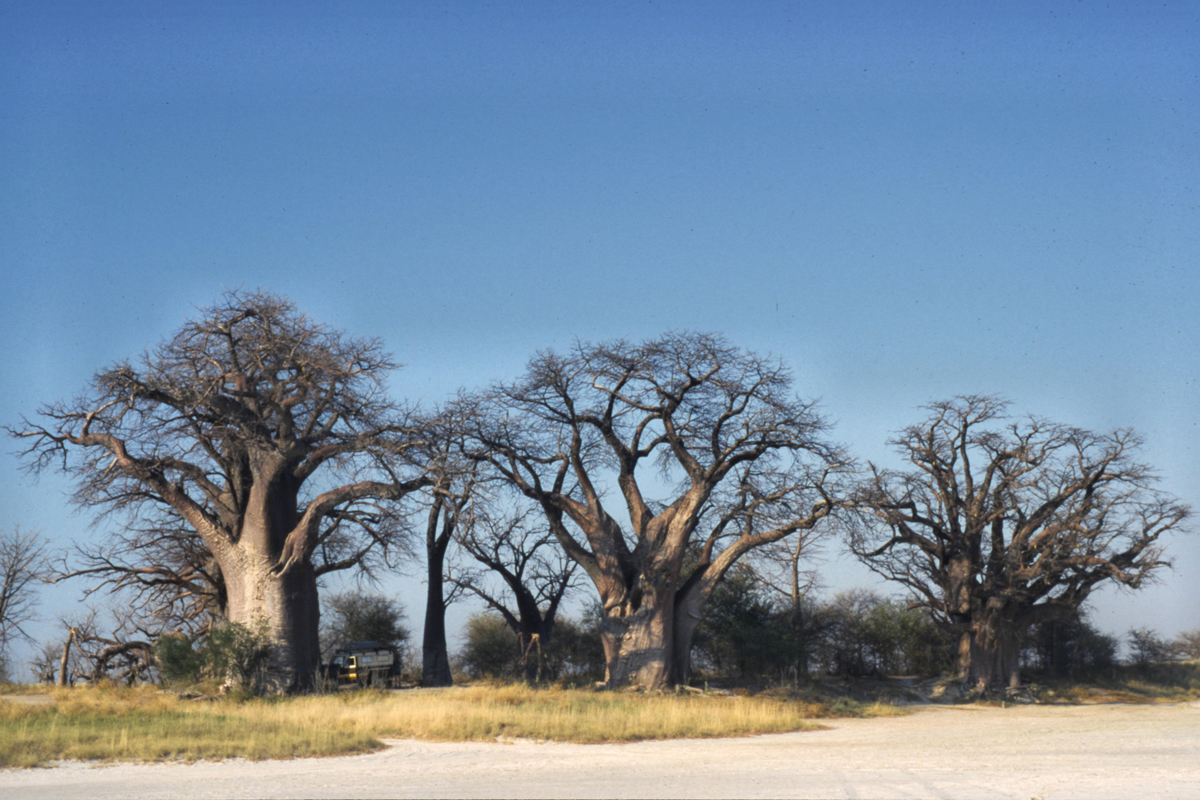
Баобаби
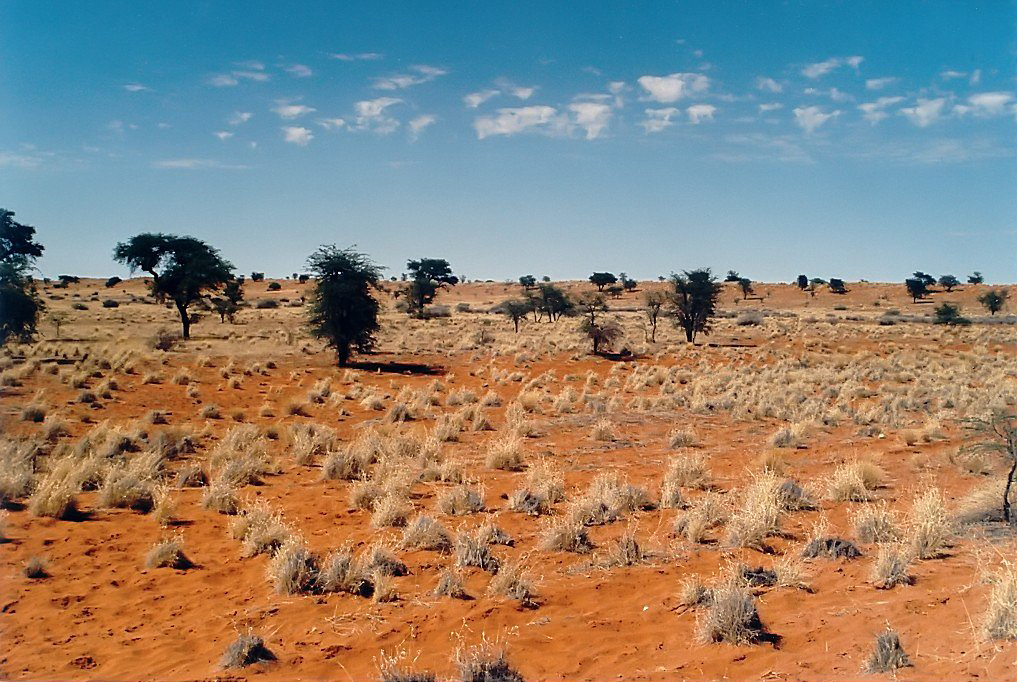
Пустеля Калахарі в центральній частині
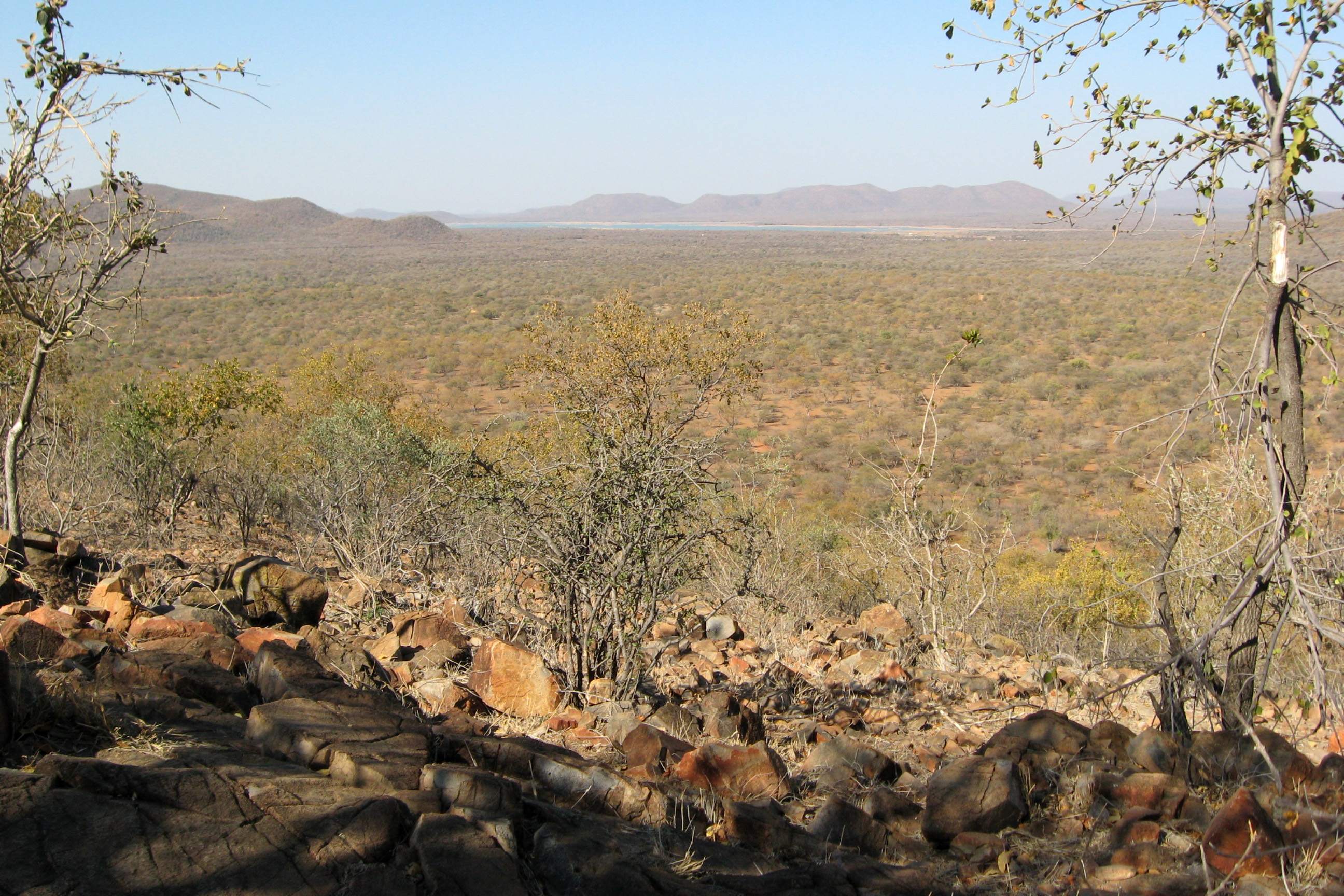
Напівпустелі півдня

## Тваринний світ
У зоогеографічному відношенні більша частина території країни відноситься до Південноафриканської підобласті Ефіопської області, північ — до Східноафриканської підобласті.

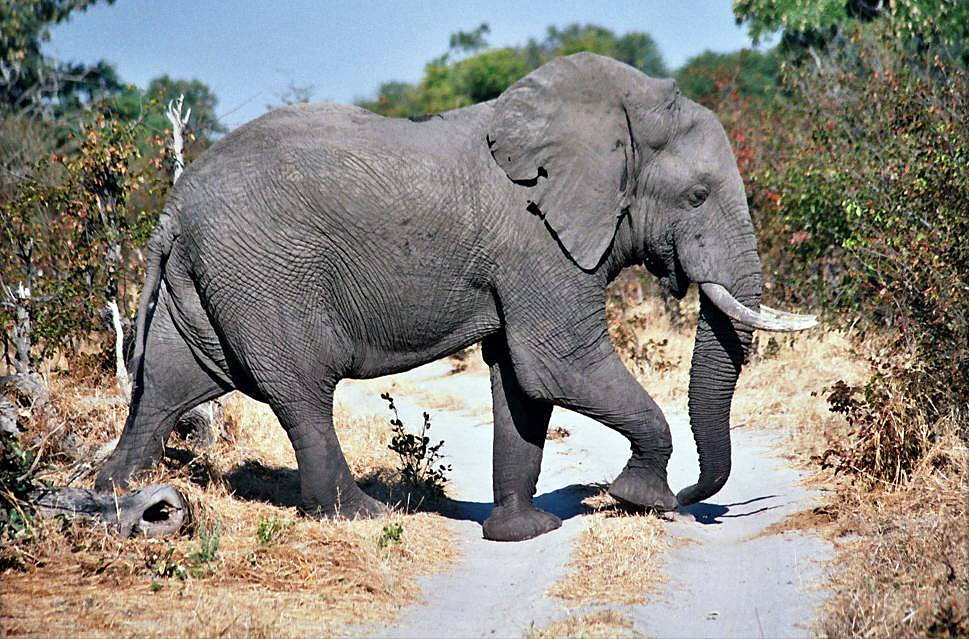
Слон
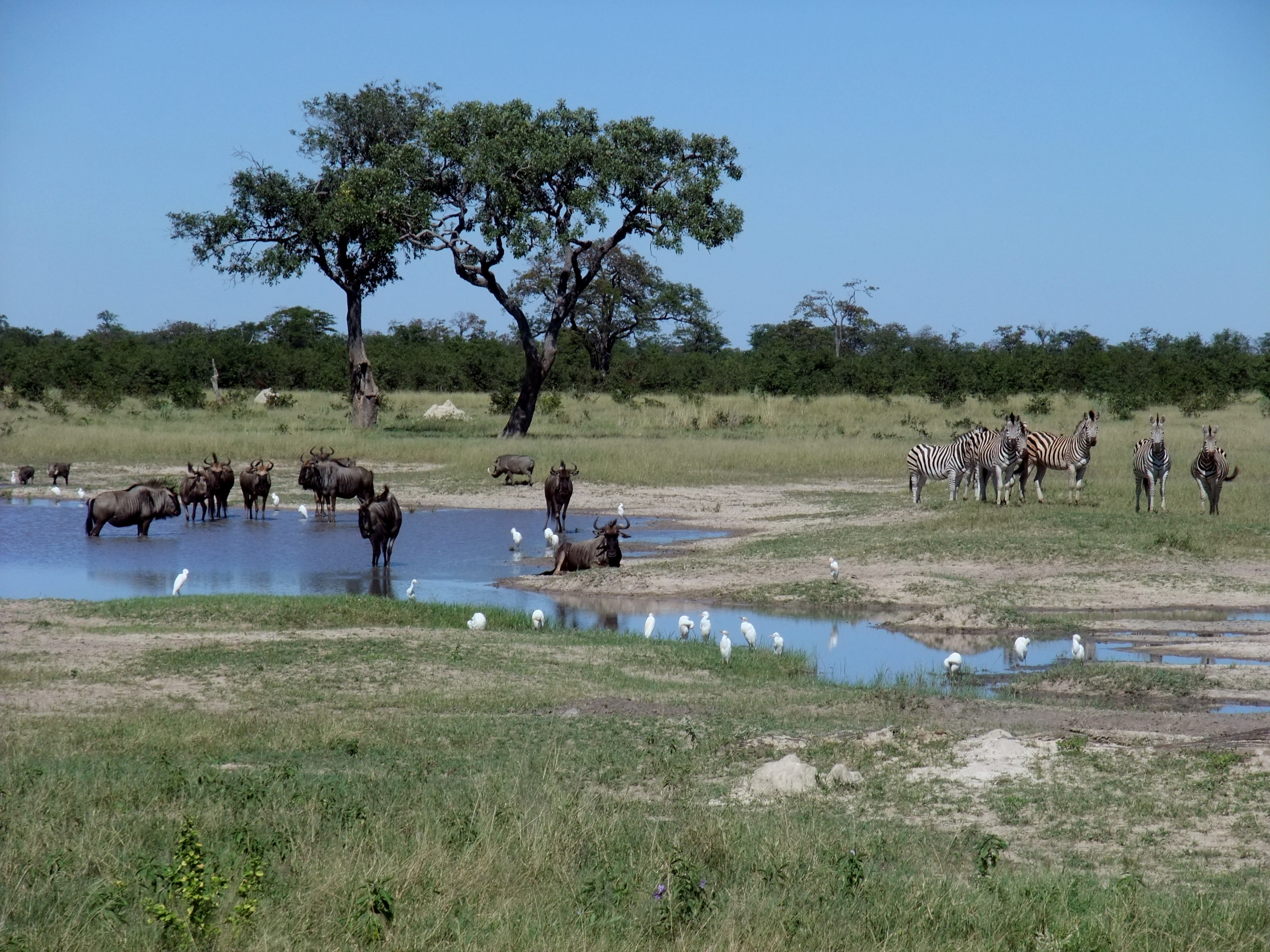
Антилопи гну і зебри
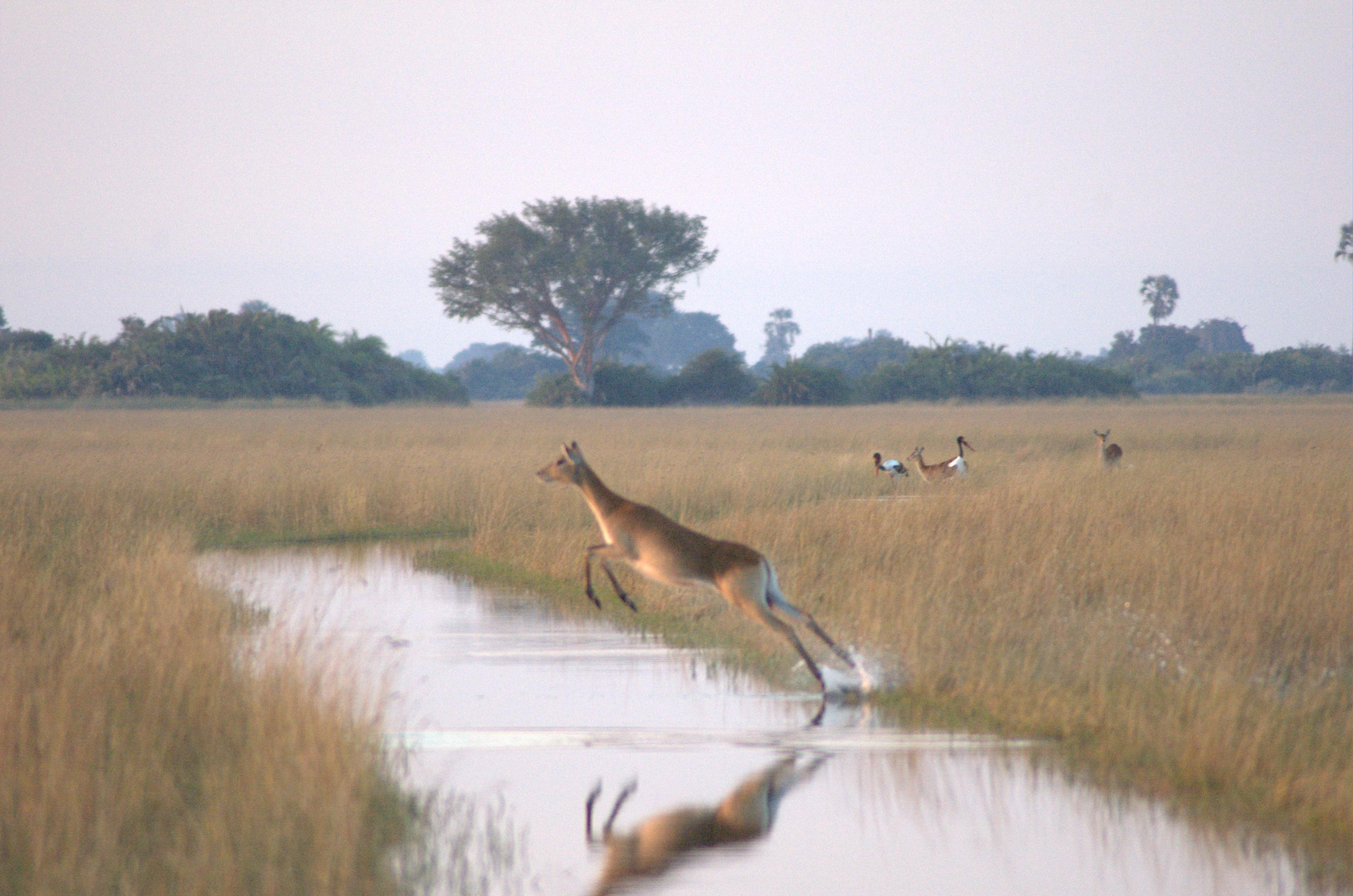
Антилопа лічи
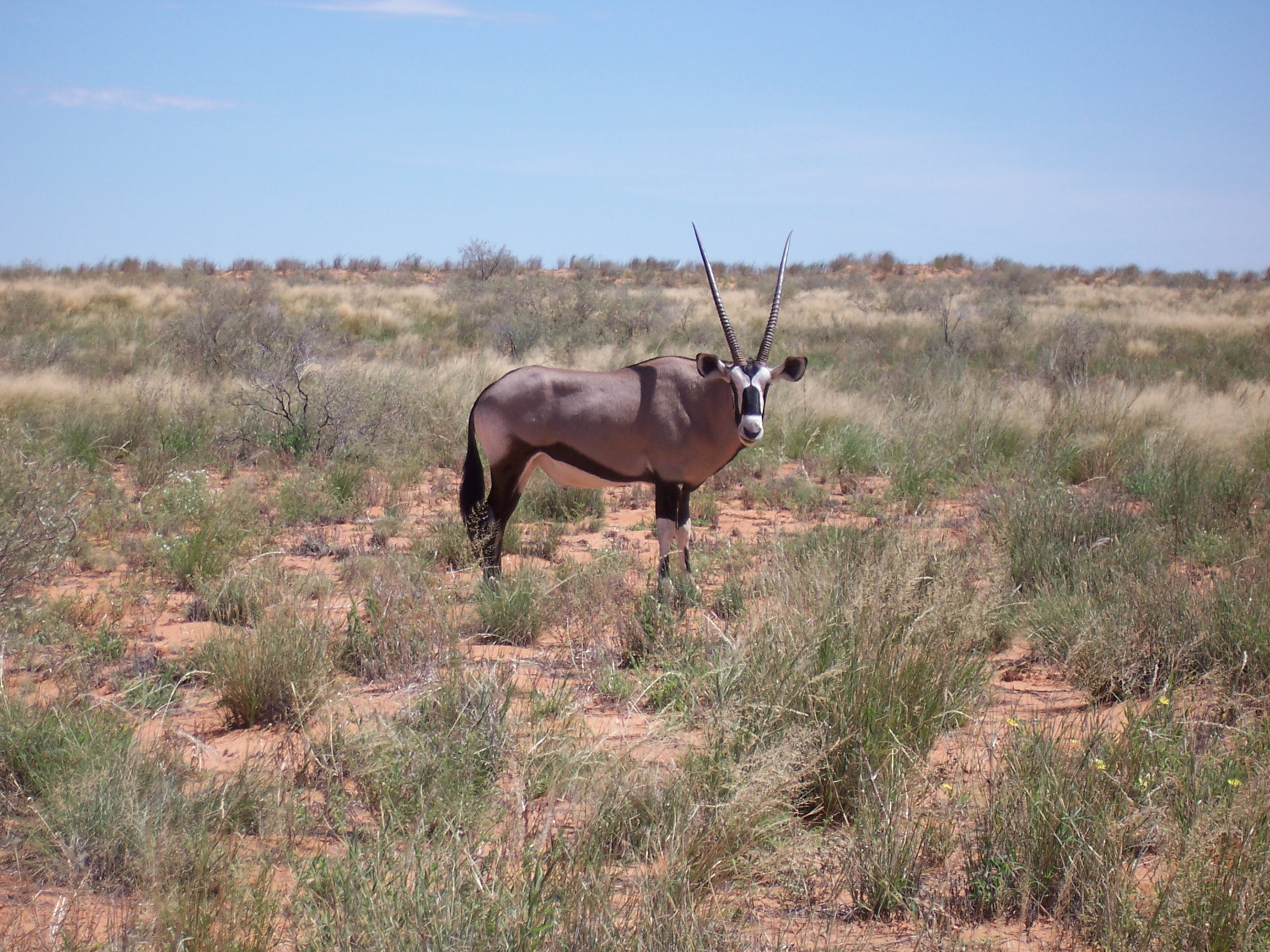
Антилопа орикс

## Стихійні природні явища
На території країни спостерігаються небезпечні природні явища і стихійні лиха: періодичні посухи; сезонні західні вітри в серпні переносять великі маси піску й пилу, спричиняючи пилові бурі та знижуючи загальну видимість.

## Природні ресурси

### Мінеральні ресурси
Надра Ботсвани багаті на ряд корисних копалин: алмази, мідь, нікель, кам'яну сіль, кальцинована сода, калійні солі, кам'яне вугілля, залізну руду, срібло.

### Водні ресурси
Загальні запаси відновлюваних водних ресурсів (ґрунтові і поверхневі прісні води) становлять 12,24 км³.
Станом на 2012 рік в країні налічувалось 20 км² зрошуваних земель.

### Земельні ресурси
Земельні ресурси Ботсвани (оцінка 2011 року):
- придатні для сільськогосподарського обробітку землі — 45,8 %,
  - орні землі — 0,6 %,
  - багаторічні насадження — 0 %,
  - землі, що постійно використовуються під пасовища — 45,2 %;
- землі, зайняті лісами і чагарниками — 19,8 %;
- інше — 34,4 %[1].

## Охорона природи
Серед екологічних проблем варто відзначити:
- перевипасання;
- спустелювання;
- обмежені ресурси питної води.

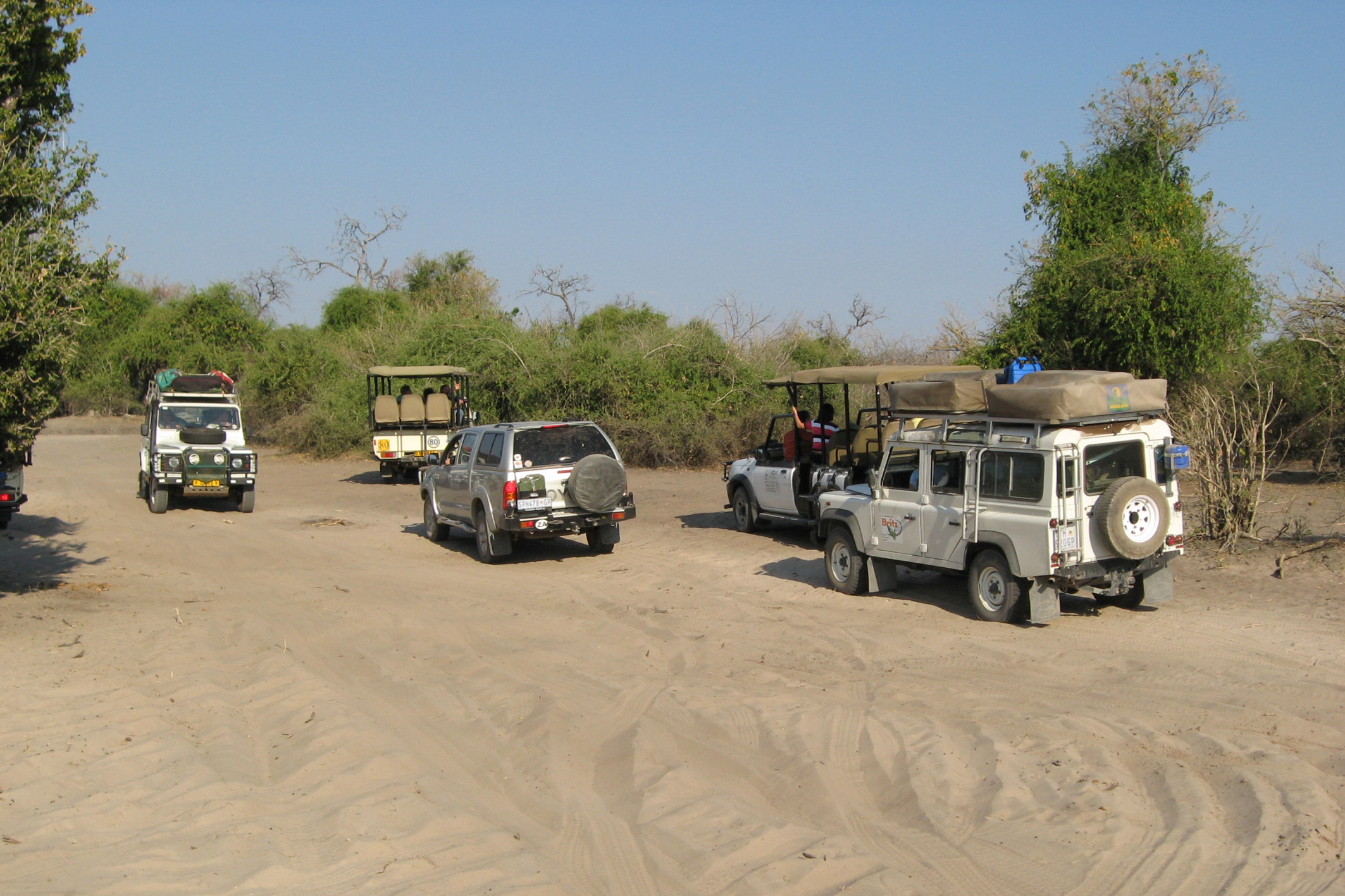
Туристи у нацпарку Чобе

Ботсвана є учасником ряду міжнародних угод з охорони навколишнього середовища:
- Конвенції про біологічне різноманіття (CBD),
- Рамкової конвенції ООН про зміну клімату (UNFCCC),
- Кіотського протоколу до Рамкової конвенції,
- Конвенції ООН з боротьби з спустелюванням (UNCCD),
- Конвенції про міжнародну торгівлю видами дикої фауни і флори, що перебувають під загрозою зникнення (CITES),
- Базельської конвенції протидії транскордонному переміщенню небезпечних відходів,
- Конвенції з міжнародного морського права,
- Монреальського протоколу з охорони озонового шару,
- Рамсарської конвенції із захисту водно-болотних угідь[9].

## Фізико-географічне районування
У фізико-географічному відношенні територію Ботсвани можна розділити на _ райони, що відрізняються один від одного рельєфом, кліматом, рослинним покривом: .

### Українською
- Атлас світу / голов. ред. І. С. Руденко ; зав. ред. В. В. Радченко ; відп. ред. О. В. Вакуленко. — К. : ДНВП «Картографія», 2005. — 336 с. — ISBN 9666315467.
- Атлас. 7 клас. Географія материків і океанів / Укладачі О. Я. Скуратович, Н. І. Чанцева. — К. : ДНВП «Картографія», 2014.
- Бєлозоров С. Т. Африка : фізико-географічний нарис. — вид. 2-ге, перероб. і доп. — К. : Радянська школа, 1957. — 232 с.
- Бєлозоров С. Т. Географія материків. — К. : Вища школа, 1971. — 371 с.
- Барановська О. В. Фізична географія материків і океанів : навч. посіб. для студентів ВНЗ : [у 2 ч.]. — Н. : Ніжинський державний університет ім. Миколи Гоголя, 2013. — 306 с. — ISBN 978-617-527-106-3.
- Ботсвана // Гірничий енциклопедичний словник : [у 3-х тт.] / за ред. В. С. Білецького. — Д. : Східний видавничий дім, 2004. — Т. 3. — 752 с. — ISBN 966-7804-78-X.
- Гожик П. Ф., Лялько В. І., Бабаєв Ю. Ю. Регіональна геологія світу. — К. : Наук. думка, 2015. — 424 с.
- Костів Л. Я. Фізична географія материків і океанів. Африка : навч.-метод. посібник. — Л. : Видавничий центр ЛНУ імені Івана Франка, 2017. — 184 с. — ISBN 978-617-10-0374-3.
- Панасенко Б. Д. Фізична географія материків : навч. посіб. : в 2 ч. — В. : ЕкоБізнесЦентр, 1999. — 200 с.

### Англійською
- (англ.) Graham Bateman. The Encyclopedia of World Geography. — Andromeda, 2002. — 288 с. — ISBN 1871869587.

### Російською
- (рос.) Авакян А. Б., Салтанкин В. П., Шарапов В. А. Водохранилища. — М. : Мысль, 1987. — 326 с. — (Природа мира)
- (рос.) Алисов Б. П., Берлин И. А., Михель В. М. Курс климатологии [в 3-х тт.] / под. ред. Е. С. Рубинштейна. — Л. : Гидрометиздат, 1954. — Т. 3. Климаты земного шара. — 320 с.
- (рос.) Апродов В. А. Зоны землетрясений. — М. : Мысль, 2010. — 462 с. — (Природа мира) — ISBN 978-5-244-01122-7.
- (рос.) Ботсвана // Африка: энциклопедический справочник [в 2-х тт.] / гл. ред. А. А. Громыко. — М. : Советская энциклопедия, 1986. — Т. 1. А-К. — 671 с.
- (рос.) Бабаев А. Г., Зонн И. С., Дроздов Н. Н., Фрейкин З. Г. Пустыни. — М.  : Мысль, 1986. — 320 с. — (Природа мира)
- (рос.) Браун Л. Африка. — М. : Прогресс, 1976. — 288 с. — (Континенты, на которых мы живем)
- (рос.) Букштынов А. Д., Грошев Б. И., Крылов Г. В. Леса. — М. : Мысль, 1981. — 316 с. — (Природа мира)
- (рос.) Власова Т. В. Физическая география материков. С прилегающими частями океанов. Южная Америка, Африка, Австралия и Океания, Антарктида. — 4-е, перераб. — М. : Просвещение, 1986. — 269 с.
- (рос.) Гвоздецкий Н. А. Карст. — М. : Мысль, 1981. — 214 с. — (Природа мира)
- (рос.) Географический энциклопедический словарь: географические названия / под. ред. А. Ф. Трёшникова. — 2-е изд., доп. — М. : Советская энциклопедия, 1989. — 585 с. — ISBN 5-85270-057-6.
- (рос.) Исаченко А. Г., Шляпников А. А. Ландшафты. — М. : Мысль, 1989. — 504 с. — (Природа мира) — ISBN 5-244-00177-9.
- (рос.) Словарь современных географических названий / под общей редакцией акад. В. М. Котлякова. — Екатеринбург : У-Фактория, 2006.
- (рос.) Лобова Е. В., Хабаров А. В. Почвы. — М. : Мысль, 1983. — 304 с. — (Природа мира)
- (рос.) Максаковский В. П. Географическая картина мира. Книга I: Общая характеристика мира. — М. : Дрофа, 2008. — 495 с. — ISBN 978-5-358-05275-8.
- (рос.) Максаковский В. П. Географическая картина мира. Книга II: Региональная характеристика мира. — М. : Дрофа, 2009. — 480 с. — ISBN 978-5-358-06280-1.
- (рос.) Поспелов Е. М. Географические названия мира: Топонимический словарь. — М. : АСТ, 2005.
- (рос.) Рытов Л. Н. Ботсвана // Страны и народы. Африка. Восточная и Южная Африка / Редкол. : М. Б. Горнунг, Г. Б. Старушенко (отв. ред.) и др. — М. : «Мысль», 1981. — 269 с. — (Страны и народы) — 180 тис. прим.
- (рос.) Ботсвана // Страны Африки. Политико-экономический справочник / ред. В. Солодовников, В. Румянцев. — М. : Издательство политической литературы, 1969. — 318 с.
- (рос.) Физико-географический атлас мира. — М. : Академия наук СССР и Главное управление геодезии и картографии ГУГК СССР, 1964. — 298 с.
- (рос.) Энциклопедия стран мира / глав. ред. Н. А. Симония. — М. : НПО «Экономика» РАН, отделение общественных наук, 2004. — 1319 с. — ISBN 5-282-02318-0.